# Jan Urban (piłkarz)
Jan Urban (ur. 14 maja 1962 w Jaworznie) – polski piłkarz, który grał na pozycji napastnika, w latach 1981–1998 występował w takich klubach, jak Zagłębie Sosnowiec, Górnik Zabrze, CA Osasuna, Real Valladolid, CD Toledo i VfB Oldenburg. W latach 1985–1991 reprezentant Polski. Uczestnik Mistrzostw Świata 1986. Po zakończeniu kariery piłkarskiej był trenerem m.in. Osasuna Promesas, Polideportivo Ejido, Legii Warszawa, Polonii Bytom, Zagłębia Lubin, CA Osasuny, Lecha Poznań, Śląska Wrocław, Górnika Zabrze. Od 16 lipca 2025 selekcjoner reprezentacji Polski w piłce nożnej.

## Kariera klubowa
Urban rozpoczynał swoją karierę w Victorii Jaworzno, z której w 1981 odszedł do pierwszoligowego wówczas Zagłębia Sosnowiec. W klubie tym występował przez kolejne cztery sezony, po czym w 1985 podpisał kontrakt z Górnikiem Zabrze. Z drużyną tą trzykrotnie zdobywał mistrzostwo Polski. W 1989 opuścił kraj i wyjechał do Hiszpanii, gdzie został zawodnikiem Osasuny. W sezonie 1990/91 pomógł klubowi awansować do rozgrywek Pucharu UEFA w sezonie 1990/1991. 30 grudnia 1990 zdobył trzy gole w wygranym 4:0 meczu wyjazdowym z Realem Madryt, czym zapisał się w historii Osasuny. Łącznie w sezonie Primera División (1990/1991) zdobył 13 goli i zajął 10. miejsce w ligowej klasyfikacji strzelców. Wystąpił także w spotkaniu pomiędzy reprezentacją obcokrajowców Primera División a Katalonią. W styczniu 1995 przeszedł do Realu Valladolid, a w sierpniu tegoż roku do CD Toledo. Latem 1996 związał się z niemieckim klubem VfB Oldenburg, zaś na początku 1998 powrócił do Górnika Zabrze, gdzie po sezonie 1997/98 zakończył swoją karierę.

## Kariera reprezentacyjna
W 1985 Urban zadebiutował w reprezentacji Polski. Znalazł się także w kadrze na Mistrzostwa Świata 1986. Ostatni występ w zespole narodowym zanotował w 1991 podczas zremisowanego 1:1 meczu z Anglią.

## Kariera trenerska
Po zakończeniu kariery piłkarskiej zajął się szkoleniem młodzieży w Osasunie. W sezonie 2004/05 prowadził Polideportivo Ejido, by następnie powrócić do Osasuny i objąć zespół rezerw. 4 czerwca 2007 został trenerem Legii Warszawa. Wraz z klubem zdobył Puchar Polski oraz Superpuchar Ekstraklasy. Przed Mistrzostwami Europy 2008 dołączył do sztabu szkoleniowego reprezentacji, gdzie objął funkcję asystenta ówczesnego selekcjonera Leo Beenhakkera. 14 marca 2010 został zwolniony z Legii. 
Od 29 października do 10 grudnia 2010 pracował w Polonii Bytom. 10 marca 2011 podpisał kontrakt z Zagłębiem Lubin, gdzie na stanowisku pierwszego trenera zastąpił Marka Bajora. Jeszcze w tym samym roku został zwolniony z powodu słabych wyników drużyny w rundzie jesiennej i zastąpiony przez Pavla Hapala. 30 maja 2012 Urban ponownie objął Legię Warszawa. W sezonie 2012/13 sięgnął z zespołem po mistrzostwo oraz Puchar Polski. 19 grudnia 2013 został zwolniony z klubu za porozumieniem stron. Działacze decyzję o zwolnieniu Urbana tłumaczyli rozbieżną wizją budowy zespołu. 

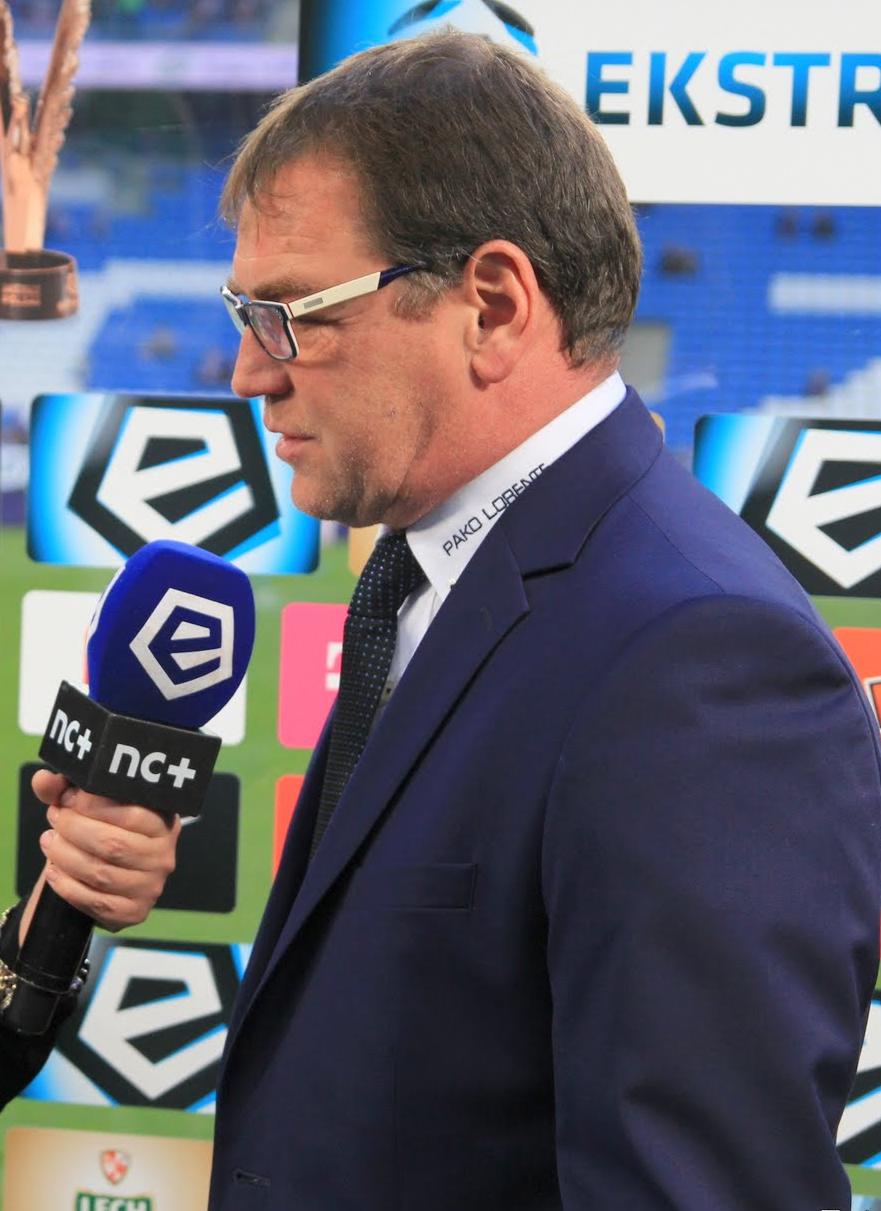
Urban w 2015 jako trener Lecha Poznań

3 lipca 2014 Urban został oficjalnie nowym szkoleniowcem Osasuny Pampeluna. Zadaniem polskiego trenera był powrót z drużyną do Primera División. 28 lutego 2015 został zwolniony ze stanowiska trenera Osasuny Pampeluny, ze względu na rozczarowujące wyniki drużyny pod jego wodzą. W momencie jego odejścia klub znajdował się na 16. miejscu w tabeli Segunda División. 12 października 2015 został trenerem Lecha Poznań, natomiast współpracę z klubem z Wielkopolski zakończył 29 sierpnia 2016. 5 stycznia 2017 został trenerem Śląska Wrocław, podpisując kontrakt na 1,5 roku. 19 lutego 2018 został zwolniony z tej funkcji.
27 maja 2021 roku został ogłoszony trenerem Górnika Zabrze. 14 czerwca 2022 został zwolniony z tej funkcji, kończąc sezon 2021/2022 na ósmym miejscu w tabeli i dochodząc do ćwierćfinału Pucharu Polski. 18 marca 2023 powrócił do funkcji trenera Górnika Zabrze, zastępując Bartoscha Gaula. Po wygaśnięciu kontraktu Czesława Michniewicza w styczniu 2023 i zwolnieniu Fernando Santosa we wrześniu 2023 był jednym z kandydatów do objęcia stanowiska selekcjonera reprezentacji Polski.
15 kwietnia 2025 roku po przegranym 1:2 meczu z Zagłębiem Lubin został zwolniony z funkcji trenera Górnika Zabrze. W momencie jego odejścia Górnik zajmował siódme miejsce w tabeli Ekstraklasy w sezonie 2024/2025.
16 lipca 2025, po rezygnacji Michała Probierza, został selekcjonerem reprezentacji Polski.

## Sukcesy

### Piłkarz
Górnik Zabrze 
- Mistrzostwo Polski: 1985/86, 1986/87, 1987/88
- Superpuchar Polski: 1988

### Trener
Legia Warszawa 
- Mistrzostwo Polski: 2012/13
- Puchar Polski: 2007/08, 2012/13
- Superpuchar Polski: 2008

 Lech Poznań 
- Superpuchar Polski: 2016